# Xã Centerville, Michigan
Xã Centerville (tiếng Anh: Centerville Township) là một xã thuộc quận Leelanau, tiểu bang Michigan, Hoa Kỳ. Năm 2010, dân số của xã này là 1.274 người.